# Chriolepis lepidota
Chriolepis lepidota es una especie de peces de la familia de los Gobiidae en el orden de los Perciformes.

## Distribución geográfica
Chriolepis lepidota es una especie endémica de la Isla de Malpelo, en el departamento del Valle del Cauca en Colombia.